# 山守駅
山守駅（やまもりえき）は、鳥取県東伯郡関金町堀（現・倉吉市関金町堀）にあった、日本国有鉄道（国鉄）倉吉線の駅（廃駅）である。倉吉線の終着駅で、同線の廃線に伴い、1985年（昭和60年）4月1日に廃駅となった。

## 歴史
- 1958年（昭和33年）12月20日：倉吉線の関金駅 - 当駅間延伸に伴い、開業[1]。旅客営業のみ[1]。
- 1985年（昭和60年）4月1日：倉吉線の全線廃止に伴い、廃駅となる[1]。

## 駅構造
単式ホーム1面1線を有する地上駅で、無人駅であった。ホームは、気動車2両編成ですらはみ出してしまうほどの短いものだった。隣駅の泰久寺駅と同様に機回し線を持たないため、当駅へは気動車列車のみが乗り入れていた。
駅舎は待合室程度の質素なもので、改札はなくホームには駅舎を通ることなく上がれる構造になっていた。
開業当初は南勝線として当駅よりさらに延伸する計画だったため、線路は駅構内からしばらく進んだところまで敷設されていた。

## 駅周辺
駅前を鳥取県道45号倉吉江府溝口線が通っているものの、山守地区の集落は駅から西に数百メートル離れており、1971年の時点で駅周辺は田畑が広がるだけだった。また、駅前には大きな桜の木が立っていた。この木は現在も残っている。
かつては駅前に関金町役場山守支所があったが、2002年4月1日に廃止された（現在は支所で取り扱っていた一部事務を山守郵便局に委託している）。
- 山守郵便局
- 倉吉市立山守小学校（旧・関金町立山守小学校、2016年閉校）
- 鳥取県道45号倉吉江府溝口線
- 日交バス「今西上」停留所

## 現在

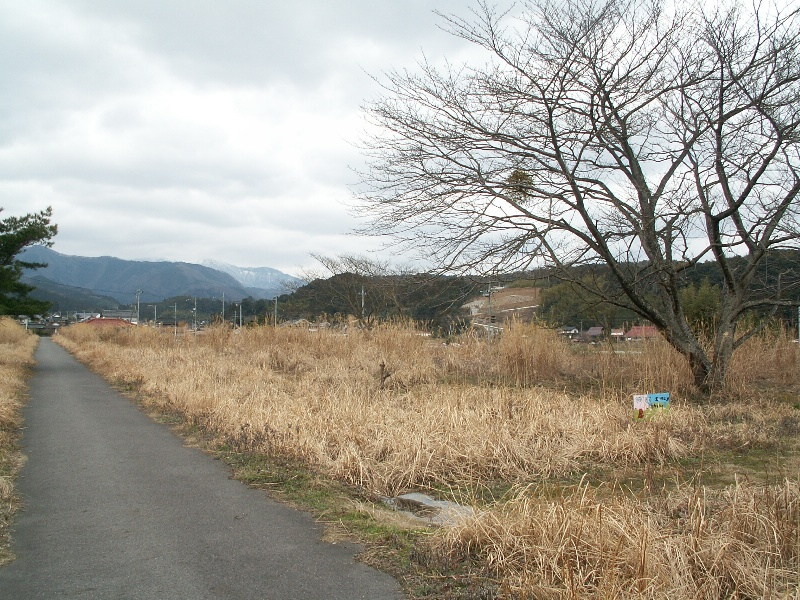
駅跡地（2007年2月）

廃止から数年は駅舎などが取り壊されることなく残っていたが、現在はホーム、駅舎、線路などほぼすべてが撤去され、僅かに標識杭と駅舎があったことを偲ばせる空き地のみが残されている。線路跡は、自転車道に整備されている。

## 隣の駅
日本国有鉄道
倉吉線
泰久寺駅 - 山守駅